# Vazektómia

Az ábra a férfi nemi szervrendszert és a műtéti beavatkozást mutatja

A vazektómia a férfi számára a legbiztosabb fogamzásgátló módszer, amelynek során mindkét ondóvezetéket átvágják. A műtét sem az orgazmust, sem a nemi potenciát nem befolyásolja.

## Megítélése
A vazektómia kicsi, biztonságos és kevéssé traumatikus beavatkozás. A mikrosebészet (mikroszkóp segítségével megvalósított technika) révén lehetséges a helyrehozatal, de csak az esetek 30%-ában sikerül utána terhességet elérni. Ez azonban azt jelenti, hogy a beavatkozás nem annyira visszafordíthatatlan, mint azt általában hiszik. A vazektómia nem gátolja vagy módosítja semmilyen szinten a pénisz merevedési esélyét, az orgazmust vagy a magömlést.

## Helyreállíthatóság
Szem előtt kell tartani, hogy ha valaki úgy dönt, hogy meggondolja magát, amellett, hogy lehetőség van előzetesen spermabankban elhelyezni, majd újra felhasználni a saját magot, abban az esetben, ha a helyreállító műtét eredményeként nem lesz képes elérni a terhességet, még mindig van lehetőség a spermiumok műtéti kivonására. Ez azonban nyilvánvalóan a legsúlyosabb, sőt a férfi meddőség esetében: nem reverzibilis vazektómia (azaz amelynek reverzibilitása nem éri el a kívánt hatást), obstruktív azoospermia, vagy nem obstruktív azoospermia esetén alkalmazható eljárás. Meg kell jegyezni, hogy egyes szerzők szerint, amennyiben a spermiumok nem alkalmasak méhen belüli megtermékenyítésre (IUI), vagyis a művelet nem tudja helyreállítani, nem nagy mennyiségű spermium szükséges IUI, csak annyi, amennyi alkalmas egyetlen spermium kiválasztására, amelyet egyetlen petesejtbe kell beadni, hogy embrió keletkezzen.
Lehetőség van a spermiumok kivonására mind a herékről, mind az epididikről, a reproduktív képességük függvényében. A spermium sebészeti kivonásának ötféle technikája: TESE, Testicularis Sperm Extraction (spermium kivonása a herékből biopsziával); TESA, Sperma Testicularus szívása (a herék által irányított szívás); PESA, Epididymalis spermium perkután aspirációja (aspiráció az epididymisből); Micro-TESE, Microsurgical Sperm Testing Extraction (mTESE, spermium extrakció biopsziával a herék területén); MESA, Microsurgical Sperma Testicular Extraction (epididimális mikroaspiráció). Az aspirációt egy vékony katéter segítségével végzik, amikor a spermium jelen van a mellékherékben vagy a herékben. Az extrakciót a herezacskón ejtett keskeny bemetszésen  keresztül végzik, amelyet követ a herék megnyitása, ahonnan fel lehet venni apró szövettöredékeket, amelyek spermát termelnek. A legmegfelelőbb technika kiválasztása a páciens egyéni felkészültségének függvényében, az összegyűjtött anamnesztikus adatokkal, mindegyik műtéti módszer előnyeit és kockázatait figyelembe véve történik.

## Fordítás
- Ez a szócikk részben vagy egészben  a   Vasectomia című olasz Wikipédia-szócikk ezen változatának fordításán alapul.  Az eredeti cikk szerkesztőit annak laptörténete sorolja fel. Ez a jelzés csupán a megfogalmazás eredetét és a szerzői jogokat jelzi, nem szolgál a cikkben szereplő információk forrásmegjelöléseként.